# Ultimate Custom Night
Az Ultimate Custom Night túlélőhorror videójáték, ami a Five Nights at Freddy’s videójáték-sorozat utolsó előtti része.

## Játékmenet
Mint ahogy az előző részeiben, itt is egy irodában ülünk, de beállíthatjuk a játék elején, hogy melyik animatronik robot támadjon ránk, és hányszor. A játékban nincs öt éjszaka, és nincs története. Ha túlélünk egy éjszakát, kapunk score-okat, amikkel meg lehet változtatni a biztonsági szobát. Ha veszítünk, akkor az a robot fog beszélni hozzánk, amelyik megölt minket. Mindegyik robotot máshogy kell kivédeni. A kamerák visszatérnek az első három játékból, a Freddy-maszk a 2. részből, és a szellőző rendszer is. Lehetőségünk van az ajtókat, szellőzőket is lezárni, s emellett egy csatornarendszert is figyelnünk kell, ahol audióval lehet visszacsalni őket a helyükre, vagy ha használjuk a heater-t (hősugárzó), ill. felvenni a Freddy-maszkot, ha valaki a szobában van.

## Szereplők

### Az animatronikok, akik megjelennek a játékban
- Freddy Fazbear
- Bonnie
- Chica
- Foxy
- Toy Freddy
- Toy Bonnie
- Toy Chica
- Mangle
- Balloon Boy
- Balloon Girl (más néven: JJ)
- Withered Chica
- Withered Bonnie
- Marionette
- Golden Freddy (a második részből)
- Springtrap
- Phantom Mangle
- Phantom Freddy
- Phantom Balloon Boy
- Nightmare Freddy
- Nightmare Bonnie
- Nightmare Fredbear
- Nightmare
- Jack-O-Chica
- Nightmare Mangle
- Nightmarionne
- Nightmare Balloon Boy
- Old Man Consequences (Érdemes figyelembe venni, hogy ő az egyetlen ember, de nem szerepelt az előző részekben a FNAF Worldön kívül)
- Circus Baby
- Ballora
- Funtime Foxy
- Ennard
- Trash and the Gang
- Helpy
- Happy Frog (Magyar neve Boldog Béka)
- Mr. Hippo (Mr. Víziló)
- Pigpatch
- Nedd bear
- Orville Elephant
- Rockstar Freddy
- Rockstar Bonnie
- Rockstar Chica
- Rockstar Foxy (Néha a papagája megjelenik az irodában, és ha rákattintunk megjelenik ő, és szokott segítséget adni a játékban, de ha nem ad, akkor megtámad és vége a játéknak.)
- Music Man
- El Chip
- Funtime Chica
- Molten Freddy
- Scrap Baby
- William Afton (más néven: Scraptrap, Springtrap továbbsebzett változata)
- Lefty
- Phone Guy (A telefonos srác a FNaF részekből)

### Animatronikok,akik gyakranEaster egg-ként jelennek meg a játékban
- Dee Dee: Balloon Boy egyik változata a FNaF World-ből. Képes hozzáadni egy olyan animatronikot az éjjelhez, akik rajta vannak a listán, vagy akár olyanokat is, akik nincsenek.
- Shadow Bonnie
- Plushtrap
- Nightmare Chica
- Bonnet
- Minireena
- Lolbit
- Fredbear (Dee Dee nem tudja hozzáadni az éjjeledhez. Őt csak megidézni lehet, ha Golden Freddy nehézségi szintjét beállítjuk 1-esre, mindenki másét 0-ra, utána a Prize Corner kamerában megvesszük a Death Coint, és ha pont akkor kattintunk a Death Coin-ra amikor Golden Freddy a szobában van, akkor Fredbear megijeszt.)
- Shadow Dee Dee, másnéven XOR (Dee Dee árnyék verziója. Csak az 50/20 kihívás közben képes megjelenni. Ugyanúgy viselkedik, mint Dee Dee, csak ő mind a hét titkos animatronikot hozzáadja, az amúgy is kaotikus és nehéz éjjelhez.)
- Tangle ( Mangle egyik verziója a FNaF World-ből. Ritkán megjelenik az íróasztalodon.)
- White Rabbit (Bonnie egyik verziója a FNaF World-ből. Ritkán megjelenik az íróasztalodon.)
- Bouncepot (Az egyik legelső ellenfél a FNaF World-ből. Ritkán megjelenik az íróasztalodon.)
- Vengeful Spirit (Egy rejtélyes fiú arca, ami ritkán megjelenik játék közben, vagy miután meghaltál. A hangját is lehet hallani, Happy Frog, Nedd Bear és Orville Elephant titkos szövegei közben suttog.)